# .test
.test est un domaine de premier niveau réservé. Un domaine de premier niveau réservé est un domaine de premier niveau qui n’est pas destiné à être utilisé dans le système de nom de domaine (Domain Name System) d’Internet, mais qui est réservé à un autre usage.
Le domaine .test est réservé pour une utilisation dans des tests.

## Historique
Ce domaine a été défini en juin 1999 par le RFC 2606, en même temps que les domaines .example, .localhost et .invalid.

## Utilisation
Le domaine .test a été réservé dans le but d’offrir un domaine qui n’est pas en conflit avec des domaines réels aux personnes qui effectuent des tests ou des expérimentations reliés au système de nom de domaine d’Internet.

## Gestion
Aucune inscription n’est possible dans ce domaine, car le domaine n'est pas inclus dans les serveurs racines du DNS.